# LINEAR彗星 (165P)
LINEAR彗星（リニアすいせい、英語: 165P/LINEAR）は、公転周期76.79年の周期彗星。ティスラン・パラメータが3より大きいうえ、木星よりも軌道長半径が大きいためCTC(Chiron-type comet)に分類される。